# Лаврова, Татьяна Николаевна
Татьяна Николаевна Лавро́ва (1911—2004) — советская оперная певица (лирико-колратурное сопрано). Народная артистка РСФСР (1957). Лауреат двух Сталинских премий (1947, 1951).

## Биография

Могила Лавровой на Литераторских мостках в Санкт-Петербурге.

Т. Н. Лаврова родилась 17 (30) декабря 1911 год в Самаре. Отец из дворян, юрист, заведовал страховым отделом земской управы. Мать — дочь священника, зубной врач. В 1924—1929 годах училась в школе-девятилетке имени М. В. Ломоносова. В 1930 году переехала с родителями в Москву, работала учётчицей рабочей силы на заводе имени Леже. В 1934 году поступила в ЛГК имени Н. А. Римского-Корсакова (класс С. В. Акимовой), которую окончила 22 июня 1941 года. С 4-го курса получала Сталинскую стипендию. Творческую деятельность начинала в эвакуации в Ташкенте на сцене БУзбАТОБ в 1942 году. В 1944—1962 годах артистка ЛМАТОБ. С 1958 года преподаёт в ЛГК имени Н. А. Римского-Корсакова. Профессор. Среди её учеников — н.а. России, профессор Е. С. Гороховская, зал.арт. России И.Просаловская, Н. П. Ли, Е.Прокина, С.Сумачева, И.Муратбекова, Е.Мартыненко, М.Ли, О.Лузина, Е.Прохорова и многие другие.
Т. Н. Лаврова умерла 30 января 2004 года. Похоронена в Санкт-Петербурге на Литераторских мостках Волковского кладбища.

## Творчество
- «Война и мир» С. С. Прокофьева — Наташа Ростова
- «Молодая гвардия» Ю. С. Мейтуса — Любовь Шевцова
- «Далеко от Москвы» И. И. Дзержинского — Женя
- «Снегурочка» Н. А. Римского-Корсакова — Снегурочка
- «Царская невеста» Н. А. Римского-Корсакова — Марфа
- «Эсмеральда» А. С. Даргомыжского — Эсмеральда
- «Иоланта» П. И. Чайковского — Иоланта
- «Женитьба Фигаро» В. А. Моцарта — Сюзанна
- «Лакме» Л. Делиба — Лакме
- «Манон» Ж. Массне — Манон
- «Риголетто» Дж. Верди — Джильда
- «Севильский цирюльник» Дж. Россини — Розина
- «Травиата» Дж. Верди — Виолетта
- «Орестея» С. Танеева — Афина Паллада

## Награды и премии
- Сталинская премия первой степени (1947) — за исполнение партии Наташи Ростовой в оперном спектакле «Война и мир» С. С. Прокофьева
- Сталинская премия второй степени (1951) — за исполнение партии Любови Шевцовой в оперном спектакле «Молодая гвардия» Ю. С. Мейтуса
- Народная артистка РСФСР (1957)
- Заслуженная артистка РСФСР (1954)